# Oberpierlhof
Oberpierlhof ist ein Ortsteil der Gemeinde Trausnitz im Landkreis Schwandorf. 

## Geographie
Oberpierlhof liegt etwa 23 km westlich der Landesgrenze zu Tschechien im mittleren Oberpfälzer Wald, rund 2,5 km östlich der Ortschaft Trausnitz auf einer Höhe von 500 Metern. 700 m nördlich von Oberpierlhof befindet sich der Pfreimdtalstausee. 

## Geschichte
An die im 11./12. Jahrhundert einsetzende Rodungswelle mit den richt- und -ried-Orten (Lampenricht, Trichenricht) schlossen sich die im 13./14. Jahrhundert entstandenen Ausbausiedlungen der -hofen und -hof-Orte an. Bernhof, Bierlhof, Atzenhof und Oberpierlhof sind Beispiele dafür.

## Steuerdistrikt und Gemeindebildung
Das Königreich Bayern wurde 1808 in 15 Kreise eingeteilt. Diese Kreise wurden nach französischem Vorbild nach Flüssen benannt (Naabkreis, Regenkreis, Unterdonaukreis usw.). Die Kreise gliederten sich in Landgerichtsbezirke. Die Bezirke wiederum sollten in einzelne Gemeindegebiete eingeteilt werden. Im Jahre 1828 gehörten zur Gemeinde Trausnitz die Ortschaften, Weiler und Einöden Atzenhof, Bierlhof (=Unterbierlhof), Kaltenthal, Oberpierlhof, Ödmühl, Reisach, Schweizerbach und Trausnitz. Die Gemeindeeinteilung hatte keinen langen Bestand. Bereits 1830 wurden die Gebietskörperschaften um- und neugegliedert. Zur Gemeinde Bernhof kamen Boxmühle, Heilinghäusl, Zieglhäuser und Oberpierlhof. 
Nach dem Ende des Zweiten Weltkriegs wollte die amerikanische Militärregierung eine teilweise Neuordnung der Kommunen durchführen. Sie ordnete die Auflösung kleinerer Gemeinden an, unter denen sich auch Bernhof mit Oberpierlhof befand. Im Jahre 1946 wurde die Gemeinde Bernhof aufgelöst. Bernhof, Boxmühle, Heilinghäusl und Zieglhäuser wurden in die bereits bestehende Gemeinde Gleiritsch eingegliedert, Oberpierlhof kam zur Gemeinde Trausnitz.